# انجهیرو پائولو دی فرانتین (ریو دو ژانیرو)
انجهیرو پائولو دی فرانتین (به پرتغالی: Engenheiro Paulo de Frontin) یک منطقهٔ مسکونی در برزیل است که در ریو دو ژانیرو واقع شده‌است. انجهیرو پائولو دی فرانتین ۱۳۹٫۰۰۸ کیلومتر مربع مساحت و ۱۴٬۰۷۱ نفر جمعیت دارد و ۳۹۵ متر بالاتر از سطح دریا واقع شده‌است.